# Вајлбург
Вајлбург (њем. Weilburg) град је у њемачкој савезној држави Хесен. Једно је од 19 општинских средишта округа Лимбург-Вајлбург. Према процјени из 2010. у граду је живјело 13.378 становника. Посједује регионалну шифру (AGS) 6533017.

## Географски и демографски подаци
Вајлбург се налази у савезној држави Хесен у округу Лимбург-Вајлбург. Град се налази на надморској висини од 152 метра. Површина општине износи 57,5 km². У самом граду је, према процјени из 2010. године, живјело 13.378 становника. Просјечна густина становништва износи 233 становника/km².

## Међународна сарадња
| Мјесто         | Држава     | Врста сарадње | Од    |
| -------------- | ---------- | ------------- | ----- |
| Кватро Казтела | Италија    | пријатељство  | 2002. |
| Зевенар        | Холандија  | партнерство   | 1966. |
| Прива          | Француска  | партнерство   | 1958. |
| Колмар Берг    | Луксембург | партнерство   | 2004. |
|                | Турска     | партнерство   | 2006. |
| Лијанјунганг   | Кина       | пријатељство  | 2003. |
| Кежмарок       | Словачка   | партнерство   | 1998. |
| Извор          |            |               |       |